# Cataulacus guineensis
Cataulacus guineensis é uma espécie de formiga do gênero Cataulacus, pertencente à subfamília Myrmicinae.